# Link Sar
Link Sar je hora vysoká 7 041 m n. m., nachází se v Pákistánu v pohoří Karákóram.

## Prvovýstup
V létě roku 2015 se horolezci Andy Houseman a Jon Griffith neúspěšně pokusili vylézt na vrchol Link Sar. Podařil se jim však dne 18. srpna výstup na 6 938 metrů vysoký vedlejší vrchol Link Sar West.
5. srpna 2019 vrcholu dosáhli Steve Swenson, Mark Richey, Graham Zimmerman a Chris Wright. Na vrchol vylezli jihovýchodní cestou.